# Poliklinika
Poliklinika je ve střední a východní Evropě tradiční název pro obvykle větší ambulantní zdravotnické zařízení s ordinacemi praktických lékařů pro základní péči a ordinacemi specialistů různých lékařských oborů, které bývá zpravidla umístěno ve větším městě či pokrývající větší spádovou oblast. Pojem je odvozenin z řeckého polis: město. Někdy bývá větší poliklinika spojena s menší nemocnicí, může tedy mít i menší hospitalizační oddělení. Pro menší zařízení venkovského typu se používá spíše název zdravotní středisko.
Součástí polikliniky bývají, kromě jiného, i laboratoře, lékárna a prodejna zdravotnických potřeb. V dnešní době mohou být polikliniky označením pro budovu, v níž působí více menších soukromých zdravotnických ambulantních zařízení, přičemž poliklinika jako podnikatelský subjekt je pouze pronajímatelem prostor a případně koordinátorem péče.
V dřívějších dobách existovaly i profesně zaměřené polikliniky, např. železniční poliklinika, poliklinika pro vysokoškoláky apod.
V anglofonním světě se používá název polyklinika, odvozený od toho, že je taková klinika vybavena ordinacemi různých specializací.

## Specializované polikliniky
- Ústav leteckého zdravotnictví České republiky